# Nhóm ngôn ngữ Yorubo
Yorubo là một nhóm ngôn ngữ gồm 14 nhóm phương ngữ/ngôn ngữ liên quan, bao gồm nhóm Igala, được nói ở miền trung Nigeria, và nhóm Edekiri, được nói trên khắp Togo, Ghana, Bénin và Tây Nam Nigeria.

## Tên gọi
Cái tên Yorubo bắt nguồn từ thành viên được nói rộng rãi nhất của nó, tiếng Yoruba, có hơn 35 triệu người nói. Một ngôn ngữ Yorubo nổi tiếng khác là tiếng Itsekiri (Nigeria, 600.000-800.000 người nói).
Tất cả các ngôn ngữ Yorubo đều có thanh điệu, với hầu hết trong số chúng có ba thanh điệu. Về mặt ngữ pháp, đây là những ngôn ngữ đơn lập với cấu trúc câu chủ-tân-động.

## Ngôn ngữ
Tiếng Igala là ngôn ngữ Yorubo quan trọng, được nói bởi 1,8 triệu người ở chỗ hợp lưu Niger-Benue tại miền trung Nigeria; nó bị cách ly về phía tây với các ngôn ngữ Yorubo còn lại bởi khu vực tiếng Ebirra và tiếng Edo. Tiếng Igala có liên quan chặt chẽ với cả hai ngôn ngữ là Yoruba và Itsekiri.
Người Itsekiri sống ở khu vực châu thổ sông Niger của Nigeria. Họ duy trì một bản sắc riêng tách biệt với những dân tộc Yorubo khác nhưng nói một ngôn ngữ rất gần gũi với những ngôn ngữ Yorubo còn lại. Các ngôn ngữ lân cận của chúng là Urhobo, Edo, Ijo và Mahin/Ilaje, một phương ngữ Yoruba được nói ở bang Ondo lân cận.